# Vryburg
Vryburg ("fri borg") er en by i provinsen North West i Sydafrika.
Byen ligger halvvejs mellem Kimberley (hovedstaden i Northern Cape) og Mafikeng (hovedstaden i North West). Den ligger ved Cecil Rhodes store nordgående jernbanelinje, som gik fra Cape Town gennem Kimberleys diamantfelter, Vryburg, Mafikeng og nordover forbi Victoria Falls. Den ligger også ved hovedvej N14, som går fra Gauteng i sydvestlig retning gennem Vryburg, Kuruman og Upington til gravebyen Springbok i nordvestlige Kap. Denne vej forbinder Gauteng med Namibia.
Townshipet Huhudi (på tswana: "rindende vand") ligger lige syd for byen. Uddannelsesinstituttet Tiger Kloof blev etableret syd for byen af London Missionary Society i 1904. Stenkirken i området er et nationalt monument.
Da republikken Stellaland blev etableret i 1882 blev Vryburg dens hovedstad. G.J. van Niekerk var dens første og eneste præsident. Briterne tog byen i 1885 og førte området ind i Britisk Bechuanaland som igen blev en del af Kapkolonien i 1895. Under anden boerkrig byggede briterne en koncentrationslejr her for at huse boerkvinder og børn. Kapkolonien blev Kapprovinsen i 1910, en af de fire provinser i Unionen Sydafrika og senere Republikken Sydafrika. Da ni provinser blev etableret i 1994, blev byen en del af provinsen North West.
Vryburg er Sydafrikas største kødproducerende distrikt, og herefordkvæget er det mest populære. Distriktet kaldes nogen gange "Sydafrikas Texas". Majs og jordnødder er vigtige afgrøder, som bliver produceret i distriktet.

## Eksterne links
- Tiger Kloof Educational Institute Arkiveret 12. november 2007 hos  Wayback Machine
- Onderstepoort Veterinary Institute Arkiveret 14. april 2005 hos  Wayback Machine